# ヘル・フリーゼズ・オーヴァー
『ヘル・フリーゼズ・オーヴァー』(Hell Freezes Over) は、アメリカのロックバンド、イーグルスのアルバム。
1972年にグループを結成して活動後、1980年に活動を休止し、1982年に正式に解散を発表するが、1994年に再結成し、このアルバムをサポートする大規模な世界ツアーを3年に渡り行った。本作品は、新曲4曲と、MTVでのライブを収録した全15曲となっている。MTVのライブの模様は、ビデオでも発売されている。
アルバムの構成は、1曲目から4曲目までが新曲でそれ以降はMTVでのライブとなっている。通常は、ライブ編成版はチャートの上昇は期待できないが、見事に全米1位を獲得し800万枚を売り上げており、日本でもオリコンチャート2週連続1位を記録している。
なお、アルバムタイトルは1980年にイーグルスが活動を休止した際のドン・ヘンリーのコメント"The band would play together again when Hell freezes over"から採られている。日本語に直訳すると「地獄が凍った時にバンド活動を再開する」となるが、"when Hell freezes over（地獄が凍った時）"は英語の慣用句で「絶対に起こらない」「ありえない」の意である。つまり、その「ありえない」はずの再結成が実現してしまったという意味合いとなる。

## 収録曲
- ＜新曲＞

1. ゲット・オーヴァー・イット
2. ラヴ・ウィル・キープ・アス・アライヴ
3. ザ・ガール・フロム・イエスタデイ
4. ラーン・トゥ・ビー・スティル
- ＜MTVライヴ＞

5. テキーラ・サンライズ
6. ホテル・カリフォルニア ＊この曲のみライン録りではあるがアンプラグド仕立てとなっている 。
7. 時は流れて
8. お前を夢みて
9. 言いだせなくて
10. ニューヨーク・ミニット
11. ラスト・リゾート
12. テイク・イット・イージー
13. イン・ザ・シティ
14. 駆け足の人生
15. ならず者